# The Heartwork E.P.
The Heartwork E.P. EP je britanskog death metal sastava Carcass. Diskografska kuća Earache Records objavila ga je 13. siječnja 1994.

## Popis pjesama
Tekstovi: Jeff Walker, glazba: Bill Steer i Michael Amott.
| 1.    | »Heartwork«         | 4:34 |
| 2.    | »This Is Your Life« | 4:09 |
| 3.    | »Rot 'n' Roll«      | 3:49 |
| 12:32 |                     |      |

## Zasluge
Carcass
- Michael Amott – gitara
- Jeff Walker – bas-gitara, vokal
- Bill Steer – gitara
- Ken Owen – bubnjevi

Ostalo osoblje
- Ken Nelson – inženjer zvuka
- Keith Andrews – inženjer zvuka
- Andrea Wright – inženjer zvuka (asistent)
- Colin Richardson – miks